# برونو مالیی
برونو مالْیْی (ایتالیایی: Bruno Magli) (تلفظ ایتالیایی: [ˈbruːno ˈmaʎʎi])؛ شرکت کالای لوکس ایتالیایی است، که توسط برونو مالیی در سال ۱۹۳۰ میلادی تأسیس شد.